# Lithophyllum acrocamptum
Lithophyllum acrocamptum Heydrich, 1902 é o nome botânico de uma espécie de algas vermelhas pluricelulares do gênero Lithophyllum, família Corallinaceae.
- São algas marinhas encontradas no Quênia, Madagascar, África do Sul, Ilhas Maurícias, Arábia Saudita e Sri Lanka.

## Sinonímia
- Lithophyllum incrustans f. incrassatum Foslie, 1900
- Lithophyllum incrassatum (Foslie) Foslie, 1909
- Lithothamnion incrassatum (Foslie) Jadin, 1935